# Hardcore Justice (2013)
Hardcore Justice (2013) (também chamado de Impact Wrestling: Hardcore Justice) foi um evento de wrestling profissional realizado pela Total Nonstop Action Wrestling, que ocorreu no dia 15 de agosto de 2013 no Constant Center na cidade de Norfolk, Virgínia. Esta foi a nona edição da cronologia do Hardcore Justice. Ao contrário das edições anteriores, este evento não foi realizado em formato de pay-per-view, mas sim como uma edição especial do Impact Wrestling, de forma semelhante ao Destination X 2013.

## Antes do evento
Hardcore Justice teve lutas de wrestling profissional envolvendo diferentes lutadores com rivalidades e storylines pré-determinadas. Os lutadores interpretaram um vilão ou um mocinho seguindo uma série de eventos para gerar tensão, culminando em várias lutas.
No Impact Wrestling:Destination X, Chris Sabin derrotou Bully Ray para conquistar o TNA World Heavyweight Championship pela primeira vez na carreira. Na semana seguinte, o gerente geral Hulk Hogan anunciou que Ray teria sua revanche pelo título no Hardcore Justice em uma luta numa jaula de aço.
No episódio de 25 de julho do Impact Wrestling, ODB arbitrou uma luta entre Gail Kim e Mickie James. Durante o combate, Kim estava descontente com ODB por esta não admitir um pinfall sujo e a atacou. Apesar de não ser desqualificada, Kim ainda perdeu a luta, começando assim uma a rivalidade entre as duas quando Brooke Hogan expressou a desaprovação das ações de Kim, e reiterou ODB como uma lutadora ativa. No episódio de 1 de agosto do Impact Wrestling, ODB enfrentou Gail Kim, em uma luta que acabou com dupla contagem. Em 8 de agosto, ODB venceu uma luta de duplas mistas juntamente com James Storm e Gunner contra os Bromans (Jessie Godderz e Robbie E) e Mickie James. No mesmo dia, foi anunciado uma luta tornado de duplas entre ODB e Velvet Sky contra Gail Kim e Mickie James no Hardcore Justice.

## Resultados
| No.                           | Lutas                                                    | Estipulações | Duração |
| ----------------------------- | -------------------------------------------------------- | --- | ------- |
| 1                             | Kazarian derrotou A.J. Styles, Austin Aries e Jeff Hardy | Luta de escadas por 20 pontos na classificação do Bound for Glory Series                                                                            | 17:41   |
| 2                             | ODB derrotou Mickie James e Gail Kim                     | Luta three-way hardcore | 06:46   |
| 3                             | Bobby Roode derrotou Magnus, Mr. Anderson e Samoa Joe    | Luta de mesas por 20 pontos na classificação do Bound for Glory Series                                                                              | 10:21   |
| 4                             | Bully Ray derrotou Chris Sabin (c)                       | Luta numa jaula de aço pelo TNA World Heavyweight Championship Se Bully Ray perdesse, nunca mais poderia disputar o World Heavyweight Championship. | 18:01   |
| (c)- Campeão(s) antes da luta |                                                          | |         |